# Klobouk (České středohoří)
Klobouk (německy Hutberg) je vrch z olivinického bazaltu s nadmořskou výškou 502 metrů, který se nachází pět kilometrů jihozápadně od Děčína mezi Jílovým a Krásným Studencem.

## Popis
Jedná se o rozeklaný sopečný kužel se třemi vrcholy. Vedlejší severní vrcholy dosahují výšky 475 a 462 m n. m. Ze čtveřice kopců v okolí, ke které kromě Klobouku patří Popovický vrch (360 metrů), Chmelník (508 metrů), Lotarův vrch (509 metrů) a které tvoří Studeneckou vrchovinu, je ale Klobouk až třetí nejvyšší. Nemá tak strmé svahy jako vrch Chmelník a je též celý zalesněn. Pouze na jižní straně svahu les ustupuje louce. Z hlavního vrcholu, ze kterého vybíhá směrem k východu nižší (ve výšce 465 m n. m.) trachytový hřbet, je díky vegetaci omezený výhled. Klobouk dostal název podle svého tvaru, protože jeho rozeklaný vrchol připomíná tvarem klobouk s promáčklým dnem.
Na severním až severovýchodním úbočí v nadmořské výšce cca 340 m vystupuje v délce cca 1,7 km pískovcová kuesta, která ale již spadá do geomorfologického celku Děčínských kuest.

## Přístup
Na úpatí se dá od Krásného Studence jet po komunikaci III. třídy. Odtud už jen po místních lesních cestách, které ovšem vedou jen do sedla mezi vrcholy. Na hlavní vrchol se musí zdolat dalších 35 výškových metrů strmou pěšinkou. Přestože je poměrně znatelně zalesněný a porostlý keři, nachází na něm dvě identické 10 metrové příhradové konstrukce z ocelových trubek nesoucí telekomunikační odražeče.

## Galerie

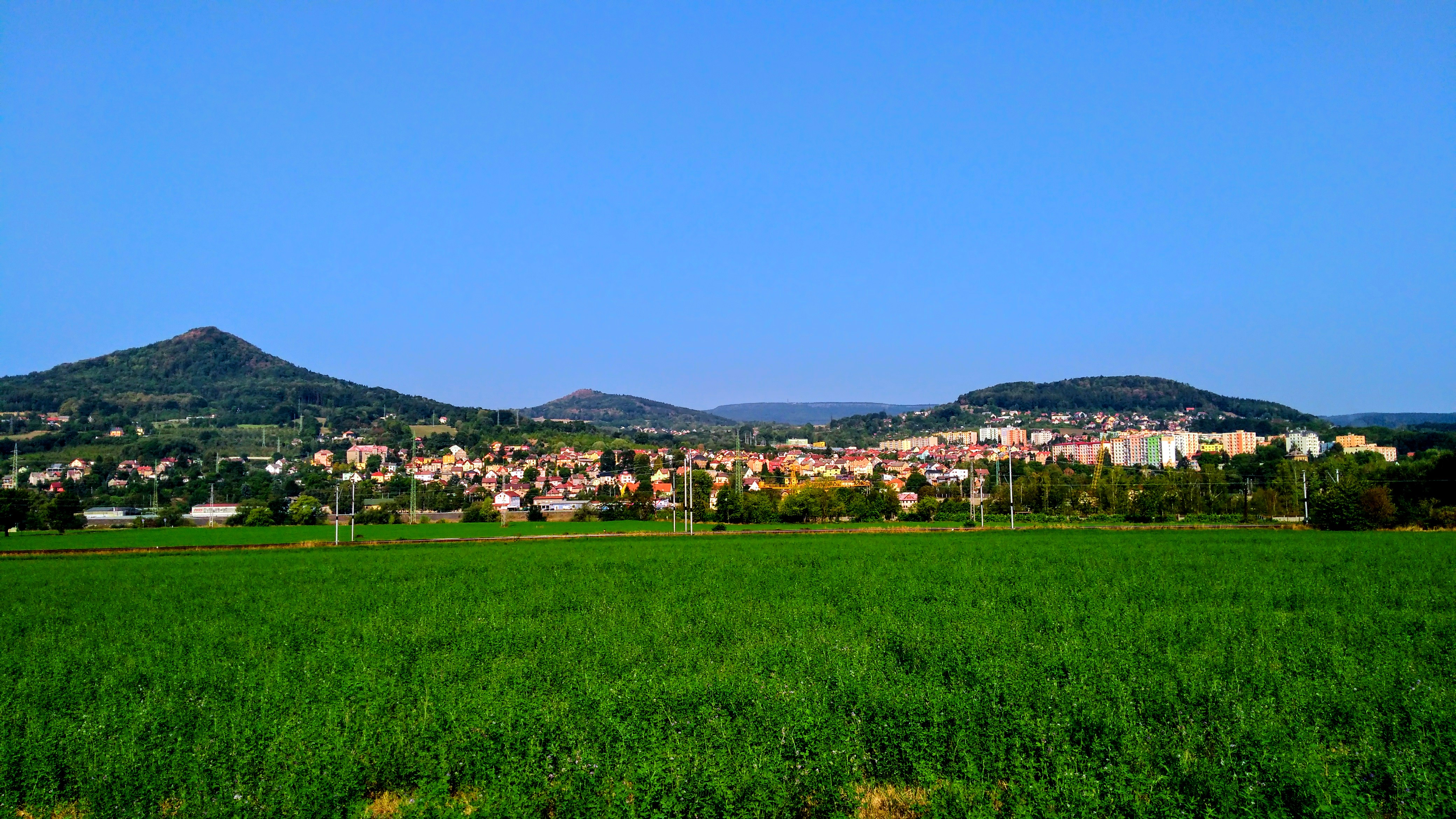
Klobouk (druhý zleva) s Děčínským Sněžníkem a ostatními vrchy
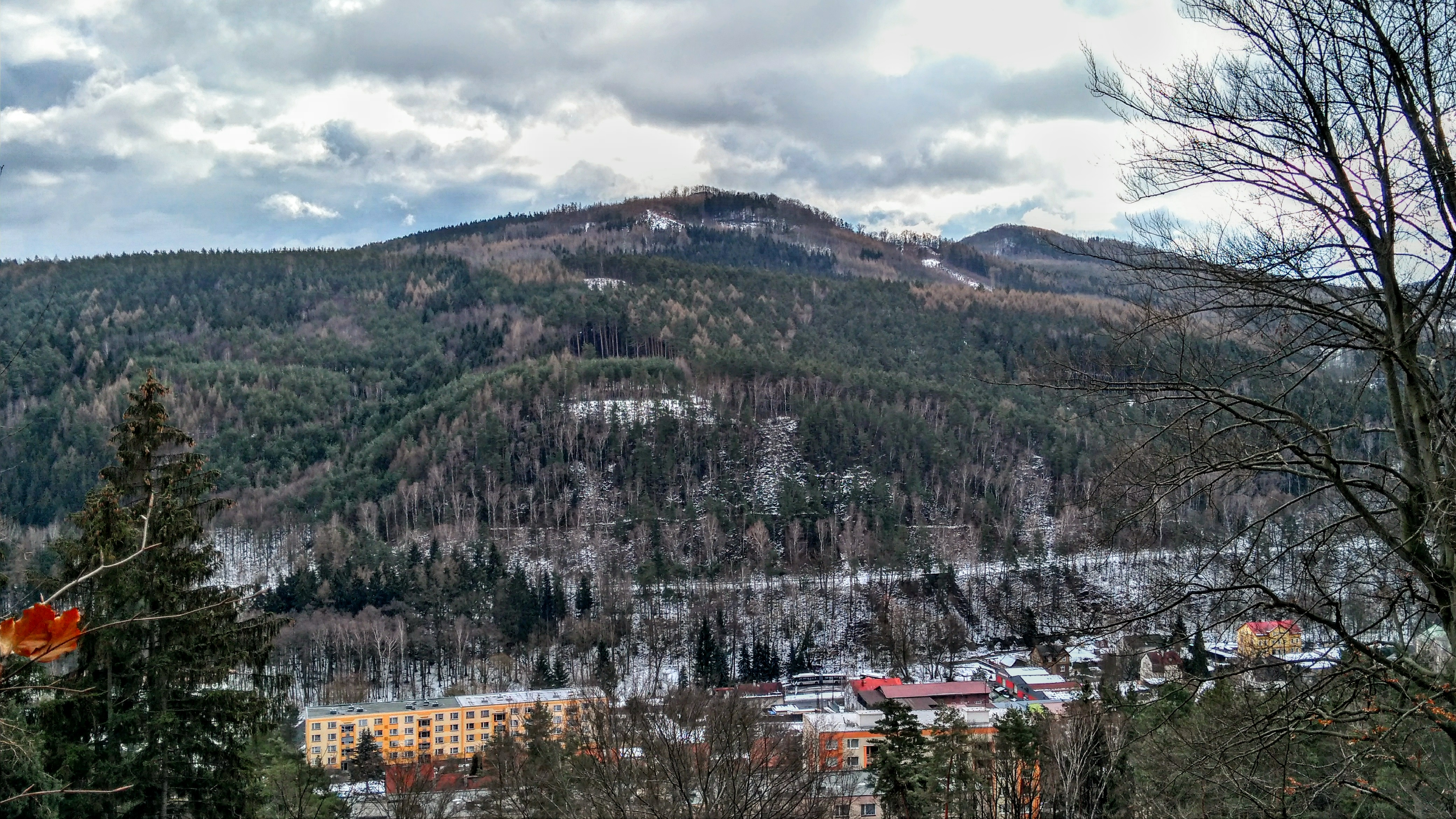
Severní svah
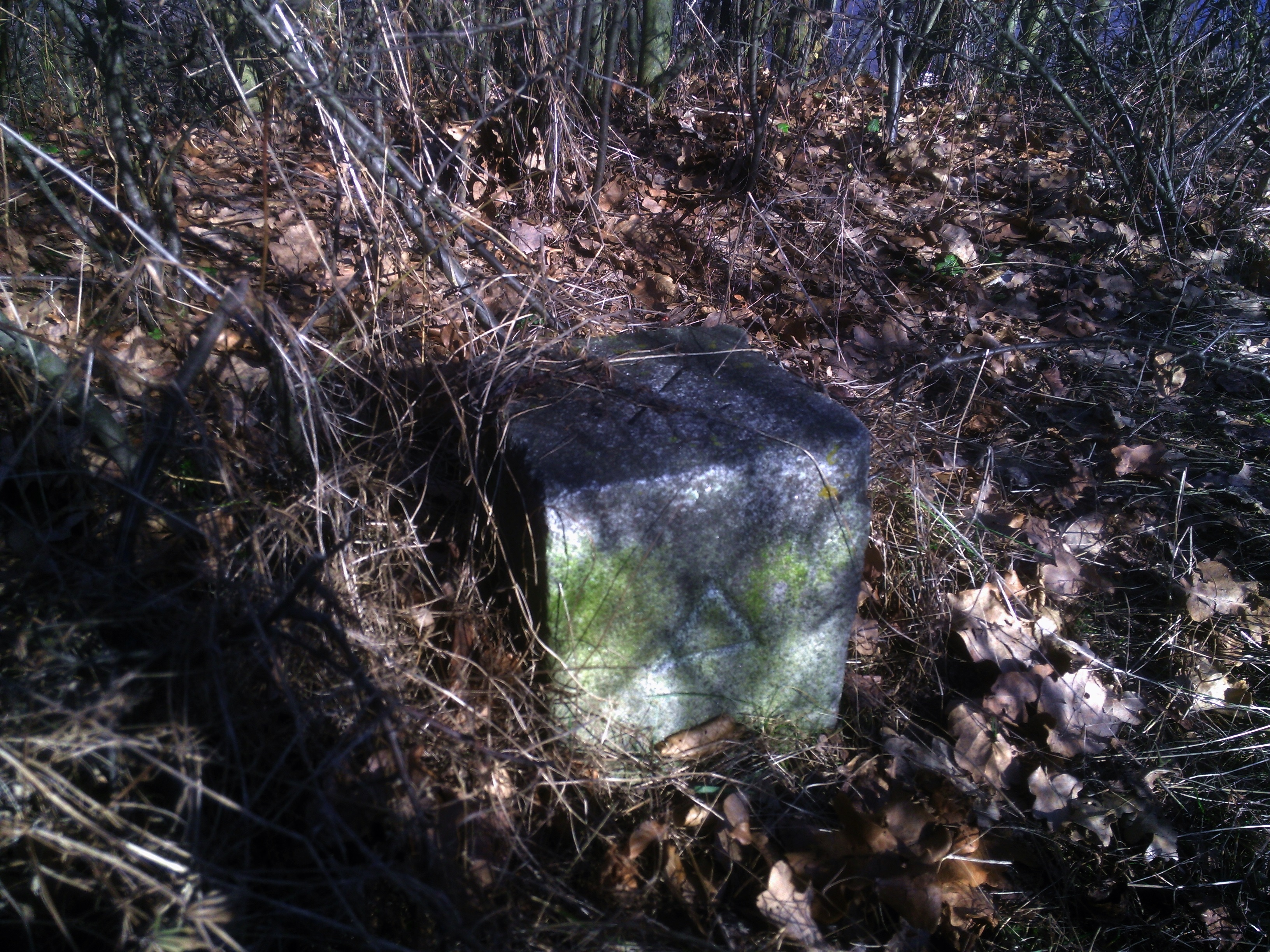
Kamenný patník
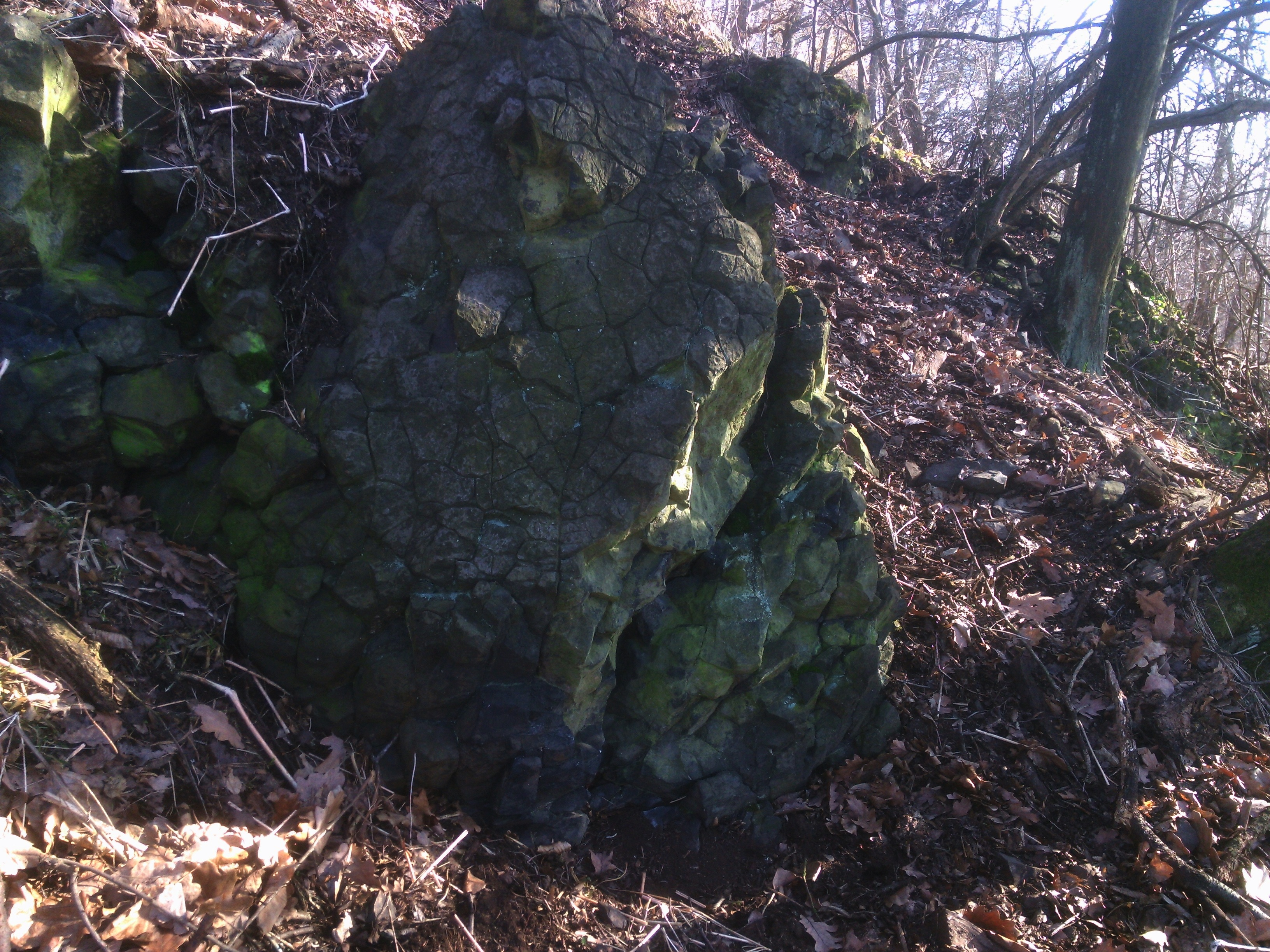
Pozoruhodný čedičový balvan na jihozápadním svahu
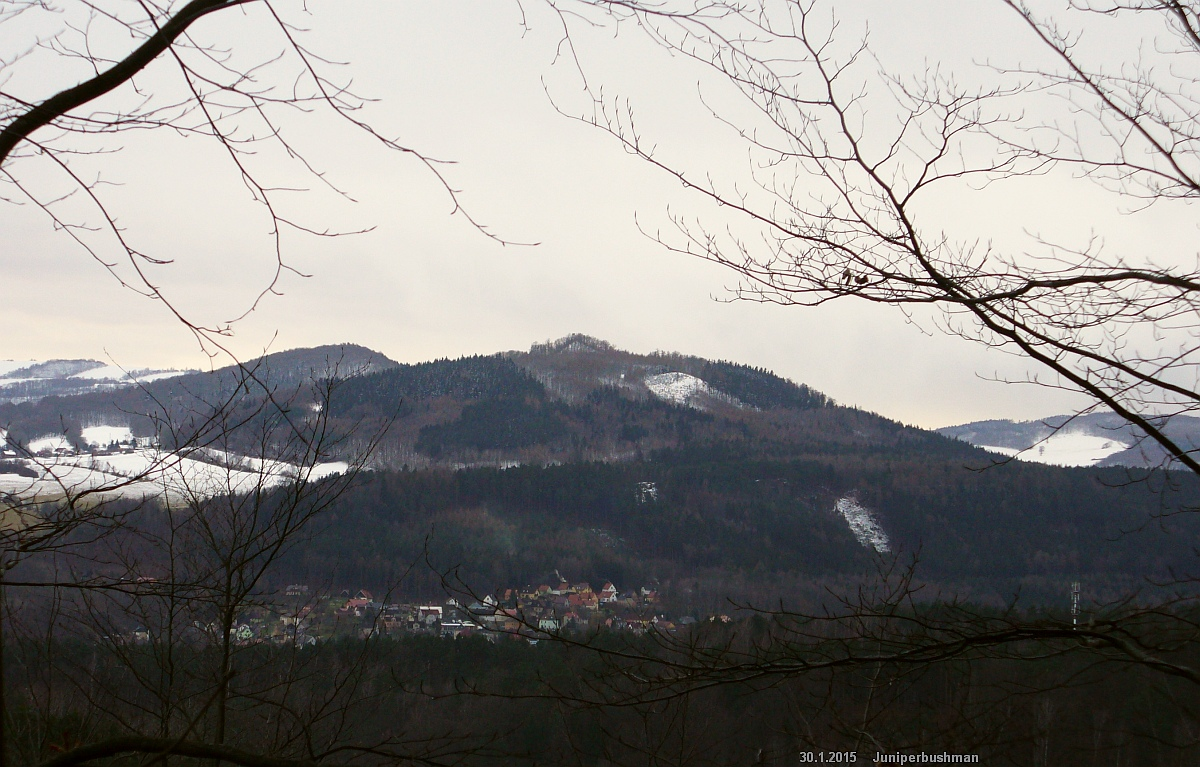
Zimní pohled na Klobouk od severovýchodu
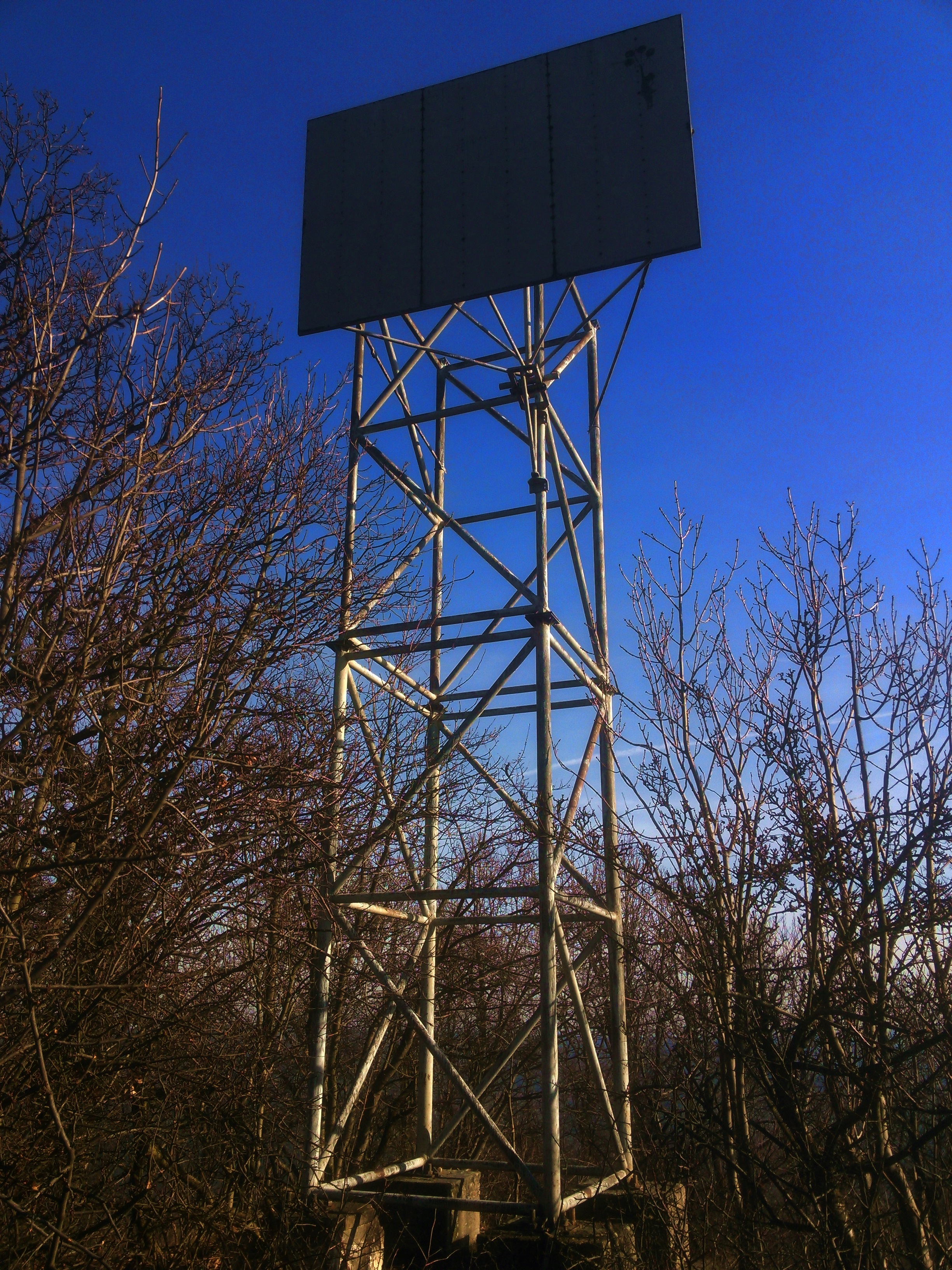
Konstrukce telekomunikačního odražeče